# صحیفه رضویه
صحیفه رضویه این کتاب، مجموعه‌ای از نمازها، دعاها و زیارت‌هایی که از علی بن موسی الرضا روایت شده یا درباره او از سایر امامان شیعه نقل گردیده‌است.
این کتاب در ۷۴۴ صفحه که تاکنون ۲ بار به فارسی و به زبانهای عربی و اردو نیز ترجمه و توسط انتشارات الماس به چاپ رسیده‌است. این کتاب به زبان سندی نیز ترجمه شده و آماده چاپ است.

## بخش‌های کتاب
اول این کتاب هشت سوره از قرآن آورده شده و با مقدمه‌ای قریب به ۱۰۰ صفحه که شامل مطالب علمی، اخلاقی، تاریخی، و روایی پیرامون مسائلی چون: سخنانی پیرامون علی این موسی الرضا با پیگیری اعداد و ارقام، از صفر تا یکدلی، دو زیارت و دو حرم، گفتار علی این موسی الرضا درباره کارشکنی‌های دشمنان اهل بیت. هشت روایت از چهارده معصوم درباره ثواب زیارت علی این موسی الرضا ، رأفت و مهربانی علی این موسی الرضا ، مهربانی و رأفت علی ابن موسی الرضا  یازدهم شیعه و... می‌باشد. این مجموعه شامل ۳۰ بخش می‌باشد:
- بخش اوّل: هشت نمازِ زیارت
- بخش دوّم: هشت نمازِ حاجت
- بخش سوّم: هشت نماز از علی این موسی الرضا
- بخش چهارم: هشت روایت از علی این موسی الرضا  درباره نماز در روزهای معیّن
- بخش پنجم: هشت دعا در قنوت نمازها
- بخش ششم: هشت دعا و ذکر از ادعیه و اذکار بعد از نمازهای واجب
- بخش هفتم: هشت دعا از ادعیه بعد از نمازهای مستحبّ
- بخش هشتم: هشت دعا در سجده
- بخش نهم: هشت دعا از دعاهای هر روز
- بخش دهم: هشت عمل عبادی در رابطه با ایّام هفته
- بخش یازدهم: هشت ماه و اعمال عبادی آن‌ها
- بخش دوازدهم: هشت دعا برای حفظ شدن از گرفتاری‌ها
- بخش سیزدهم: هشت دعا برای نجات از گرفتاری‌ها
- بخش چهاردهم: هشت دعا برای نجات از شرّ ظالم
- بخش پانزدهم: هشت حرز از علی این موسی الرضا
- بخش شانزدهم: هشت دستور برای برطرف‌شدن هشت بیماری
- بخش هفدهم: هشت دستور برای وسعت رزق و رفع فقر
- بخش هیجدهم: هشت دعای مهمّ که‌علی این موسی الرضا  خوانده اند
- بخش نوزدهم: هشت دعای بسیار مهمّ که‌امام رضا نقل کرده اند
- بخش بیستم: هشت دعای متفرّقه
- بخش بیست و یکم: آثار و خواصّ هشت سوره از سوره‌های قرآن
- بخش بیست و دوّم: هشت دستور درباره بعضی از آیات و سوره‌ها
- بخش بیست و سوّم:هشت ثواب برای بعضی از اذکار
- بخش بیست و چهارم: هشت ذکر مهمّ دیگر از علی این موسی الرضا
- بخش بیست و پنجم: هشت روایت ازعلی این موسی الرضا  درباره نقش نگین انگشتر و دعای آن
- بخش بیست و ششم: هشت زیارت از زیارت‌های علی این موسی الرضا
- بخش بیست و هفتم: هشت دعا از دعاهای بعد از زیارت
- بخش بیست و هشتم: هشت زیارت از زیارت‌های جامعه
- بخش بیست و نهم: هشت زیارت از زیارت‌های وداع
- بخش سی‌ام: هشت زیارت از زیارت‌های اهل بیت..